# 両替町通

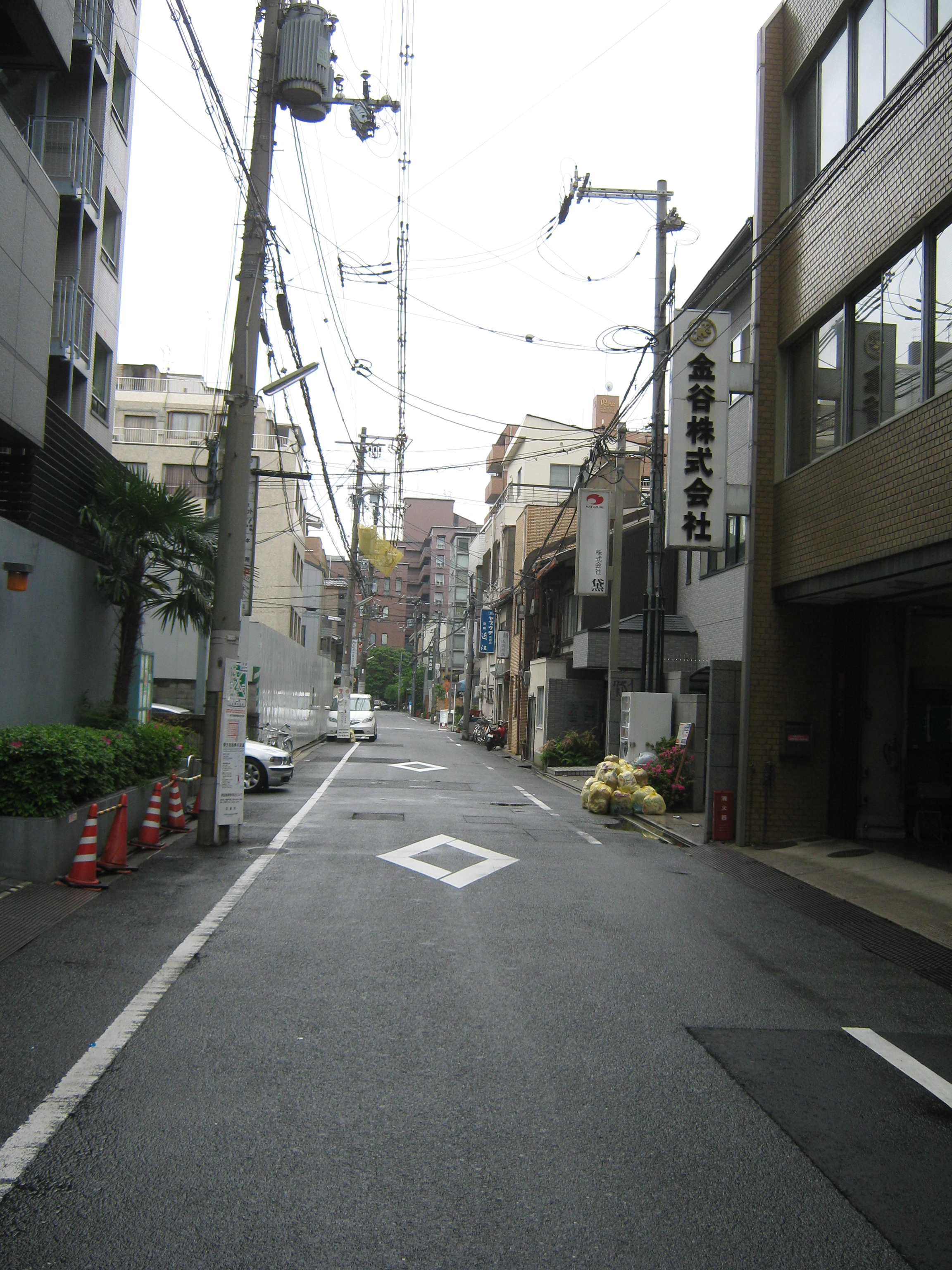
両替町通、京都市中京区

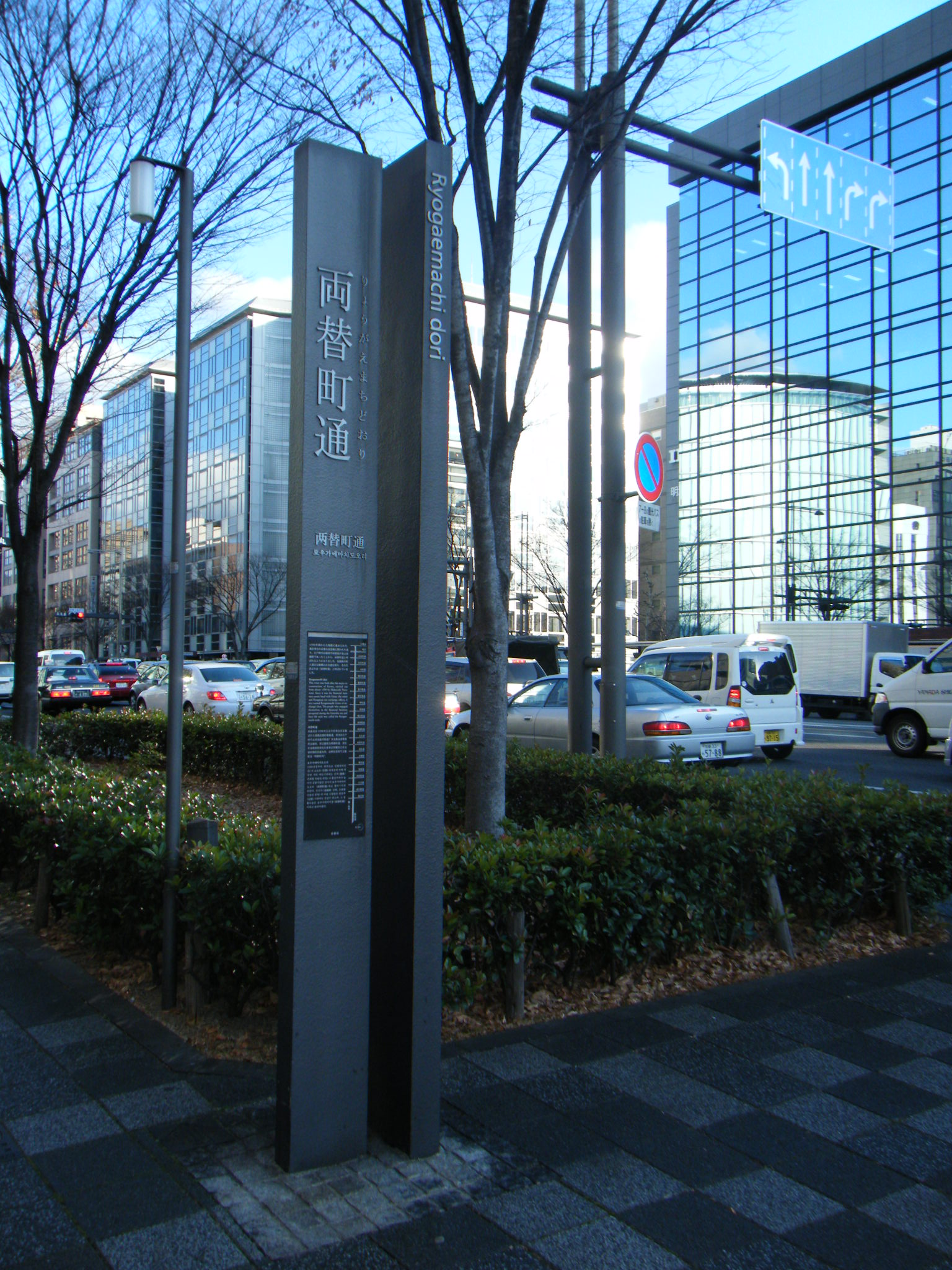
両替町御池

両替町通（りょうがえまちどおり）は京都市中京区の南北の通りの一つ。北は丸太町通から南は三条通まで、烏丸通の一筋西を走る。南の延長線上を諏訪町通（すわんちょうどおり）が走る。

## 由来と歴史
平安京には存在せず、豊臣秀吉による天正の地割で新設された通りである。
1600年（慶長5年）、押小路通との交差点付近に徳川家康によって金座が設けられ、さらに1608年（慶長13年）には銀座が伏見から金座の南に移転した。大黒常是および銀座人らは室町と烏丸の中間、二条から三条までの四町（二条下ル、押小路下ル、御池下ル、姉小路下ル）に亘って拝領し、この地を両替町と称することになった。常是屋敷は両替町御池の北東側角にあり、銀座役所はその北側に隣接していた。さらにその北側には金座役所が置かれていた。両替町の名称は銀座において吹金や灰吹銀を鑑定して丁銀と替えることを南鐐替（なんりょうがえ）、あるいは量目替、両目替（りょうめがえ）と称したことに由来する。すなわち秤量貨幣である金銀地金を目方を以て替えることが両替であった。
このため通り沿いには金融や金銀細工に携わる業者が集中した。

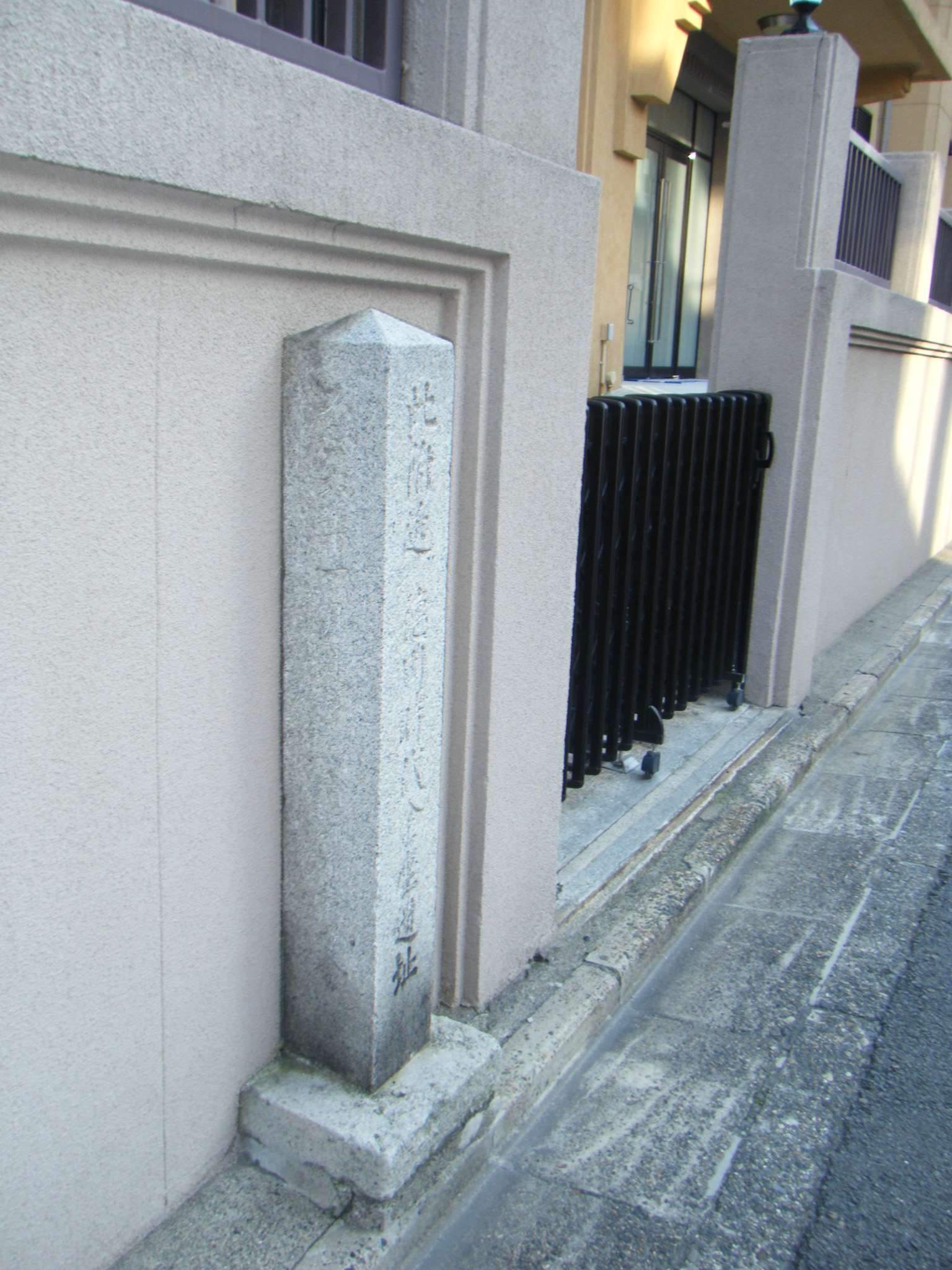
金座跡
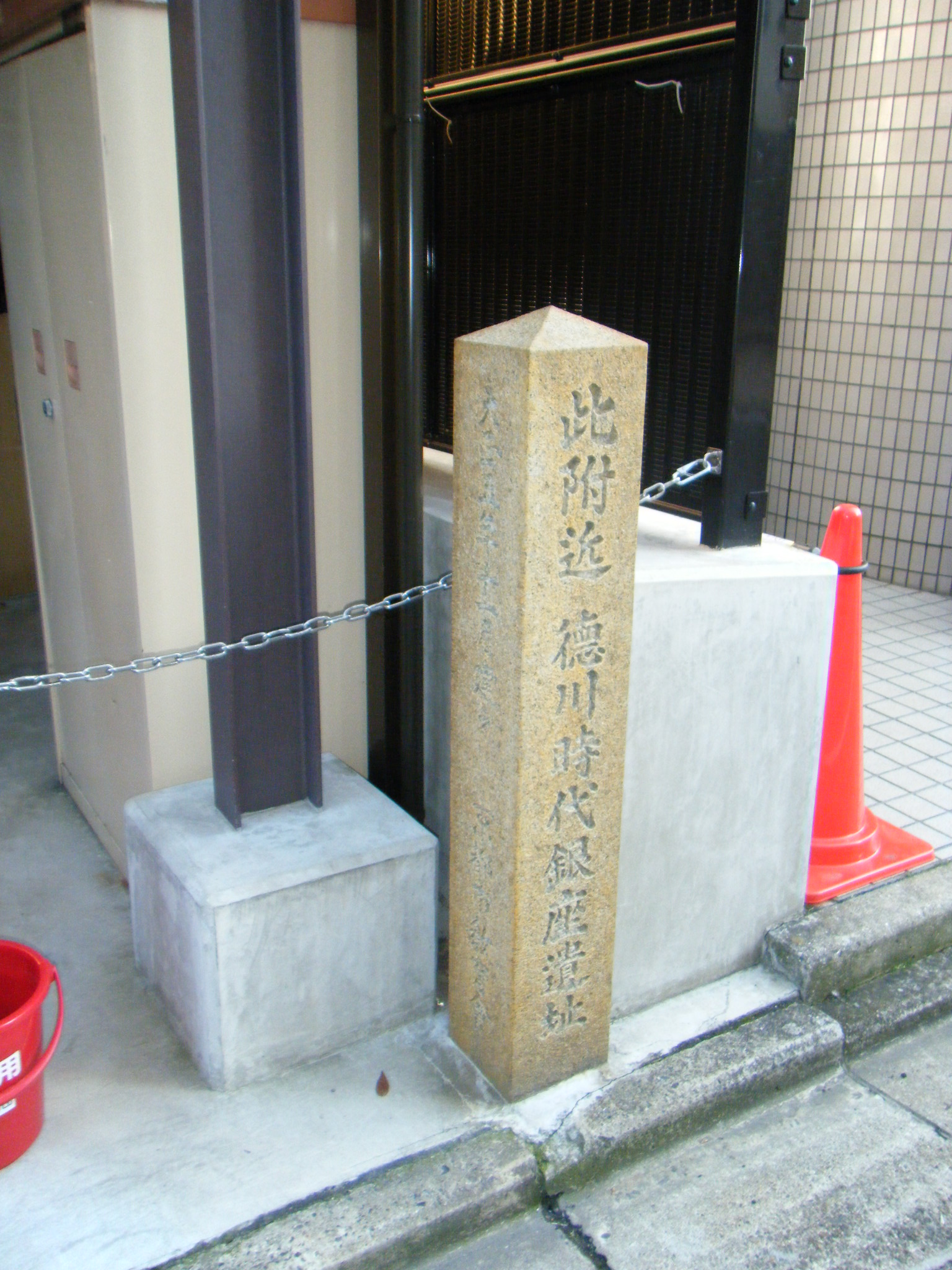
銀座跡

## 現状
金融業は烏丸通に移り、現在は中心街の狭い通りである。

## 諏訪町通
諏訪町通（すわんちょうどおり）は両替町通を南へ延長した線上にあり、北は高辻通から南は東本願寺の北端の花屋町通まで。
的場通との交差点付近にある諏訪神社が通り名の由来である。
六条通付近には江戸時代初期に「六条三筋町」の遊廓が設けられた。